# Besiege
Besiege è un videogioco sandbox strategico sviluppato e pubblicato da Spiderling Studios per Microsoft Windows, MacOS e Linux. Il gioco è stato pubblicato il 18 febbraio 2020, dopo una fase di accesso anticipato di cinque anni.

## Modalità di gioco
Il gioco consente al giocatore di costruire stravaganti macchine d'assedio medievali per affrontare castelli o eserciti. I giocatori hanno a disposizione una raccolta di parti meccaniche che possono essere collegate tra loro per costruire una macchina. Ogni livello ha un obiettivo, come "distruggere il mulino a vento" o "uccidere 100 soldati". Sebbene gli obiettivi siano relativamente semplici, l'ampia varietà di approcci possibili consente al giocatore di sperimentare soluzioni differenti.
Un aggiornamento nel dicembre 2017 ha aggiunto un editor di livelli e una funzionalità multigiocatore, che permette di far combattere fra loro veicoli o di abbattere un castello creato da un altro giocatore. Successivamente, è stata aggiunta una modalità di costruzione avanzata, per permettere la creazione di macchine più complicate. Con queste aggiunte, i giocatori hanno iniziato a organizzare tornei simili allo show televisivo BattleBots.

## Accoglienza
Marsh Davies di Rock Paper Shotgun ha elogiato una prima versione del gioco, comparando la sua scienza "caricaturale" a una versione del 12º secolo di Kerbal Space Program. Davies ha anche elogiato la grafica e il suono stilizzati del gioco. PC Gamer ha assegnato al gioco 85 su 100.